# Екатерининская улица (Центральный район, Санкт-Петербург)
Екатери́нинская у́лица — исчезнувшая улица в Санкт-Петербурге, проходившая от Таврической улицы до площади Растрелли. Сейчас присоединена к Шпалерной улице.

## История
- Выделена 30 июля 1864 года. Название дано по Екатерининской церкви Смольного Воскресенского монастыря.
- На плане 1873 года обозначена как Воскресенская улица.
- 16 апреля 1887 года присоединена к Шпалерной улице в связи с переименованием Малой Садовой улицы в Екатерининскую.